# Нортон (округ, Канзас)
Шаблон:StateAbbr_ 39°53′09″ пн. ш. 99°41′01″ зх. д. / 39.885833333333° пн. ш. 99.683611111111° зх. д.
Округ Нортон (англ. Norton County) — округ (графство) у штаті Канзас, США. Ідентифікатор округу 20137.

## Історія
Округ утворений 1867 року.

## Демографія
За даними перепису 
2000 року 
загальне населення округу становило 5953 осіб, зокрема міського населення було 3726, а сільського — 2227.
Серед мешканців округу чоловіків було 3273, а жінок — 2680. В окрузі було 2266 домогосподарств, 1471 родин, які мешкали в 2673 будинках.
Середній розмір родини становив 2,89.
Віковий розподіл населення поданий у таблиці:
| Стать    | До 15 років | 15-21 | 22-29 | 30-39 | 40-49 | 50-65 | 65-85 | Понад 85 |
| -------- | ----------- | ----- | ----- | ----- | ----- | ----- | ----- | -------- |
| Чоловіки | 563         | 311   | 382   | 534   | 542   | 458   | 402   | 81       |
| Жінки    | 476         | 198   | 185   | 317   | 358   | 464   | 526   | 156      |

## Суміжні округи
- Фернас, Небраска — північ
- Гарлан, Небраска — північний схід
- Філліпс — схід
- Грем — південь
- Шерідан — південний захід
- Декатур — захід

## Виноски
1. ↑  U.S. Decennial Census. United States Census Bureau. Архів оригіналу за 19 липня 2018. Процитовано 27 липня 2014.
2. ↑  Historical Census Browser. University of Virginia Library. Архів оригіналу за 11 серпня 2012. Процитовано 27 липня 2014.
3. ↑  Population of Counties by Decennial Census: 1900 to 1990. United States Census Bureau. Архів оригіналу за 5 червня 2019. Процитовано 27 липня 2014.
4. ↑  Census 2000 PHC-T-4. Ranking Tables for Counties: 1990 and 2000 (PDF). United States Census Bureau. Архів оригіналу (PDF) за 18 грудня 2014. Процитовано 27 липня 2014.
5. ↑  State & County QuickFacts. United States Census Bureau. Архів оригіналу за 6 червня 2011. Процитовано 27 липня 2014.(англ.) Наведено за англійською вікіпедією.
6. ↑  American FactFinder. Бюро перепису населення США. Архів оригіналу за 26 лютого 2012. Процитовано 31 січня 2008.

| США | Це незавершена стаття з географії США. Ви можете допомогти проєкту, виправивши або дописавши її. |